# 검은 양복
《검은 양복》은 KBS 1TV에서 1991년 9월 8일에 방영된 《TV 문예극장》으로, 채희문의 소설 《검은 양복》을 영상화하였다.

## 줄거리
인쇄소 직공인 주인공이 뇌졸중으로 식물인간 상태로 산소호흡기에 의지하며 생명 연장하고 있는 어머니를 안락사시킬 결심을 하면서 갈등과 고통의 심리적 묘사를 심도있게 다루며 현실적인 효를 이야기한다.

## 등장 인물
- 문미봉
- 변영훈
- 이주경
- 정재순
- 최란
- 조양자